# Giant's Causeway
Giants Causeway på Nordirlands nordkyst er omkring 40.000 6-kantede basaltsøjler, der er et resultat af et vulkanudbrud. Det ligger i County Antrim på nordkysten af Nordirland omkring 5 km nordøst for byen Bushmills.
Det kom på UNESCO's Verdensarvsliste i 1986, og et national nature reserve af Department of the Environment for Northern Ireland i 1987. I en afstemning fra 2005 hos Radio Times' læsere blev Giant's Causeway stemt ind som det fjerdebedst naturlig vidunder i Storbritannien.
Toppen af søjlerne danner trædesten, der lede fra klippefoden og forsvinder under havet. De fleste af søjlerne er hexagonale, men nogle har fire, fem, syv og otte sider. De højeste søjler er omkring 12 m høje, og den størknede lava i klipperne er op til 28 m tyk.
Søjlernes karakteristiske sekskantethed er dannet ved meget langsom nedkøling af varm lava. Dette kan være sket i vandkanten eller ved en istids-gletsjerrand, hvor vandet fra lavasmelten er fordampet, og skiftevis afkøling og opvarmning har henholdsvis udvidet og sammentrukket smelten. Processen minder lidt om den måde, hvorpå vandet fordamper i en mudderpøl og efterlader sprækker og revner, ofte i sekskantede formationer.